# Volo Aeroflot 513
Il volo Aeroflot 513 era un volo di linea della Aeroflot tra l'aeroporto di Kujbyšev-Kurumoč e l'aeroporto di Soči-Adler con uno scalo intermedio all'aeroporto di Rostov sul Don. L'8 marzo 1965, un Tupolev Tu-124 che operava il volo precipitò durante il decollo da Samara provocando la morte di 30 delle 39 persone a bordo.

## L'aereo
Il velivolo coinvolto nell'incidente era un Tupolev Tu-124V con codice di registrazione CCCP-45028 costruito nel 1962. Al momento dell'incidente aveva accumulato 1 612 ore di volo e 1 151 cicli di decollo-atterraggio.

## L'incidente
Il Tupolev Tu-124, in ottemperanza alle procedure di de-icing del tempo, venne spruzzato con acqua calda poco prima di decollare.
Alle 11:34 LT, il velivolo iniziò la corsa di decollo. La rotazione avvenne senza problemi. Ad una altitudine di circa 40-50 metri, il Tupolev iniziò a inclinarsi progressivamente verso destra con un angolo di attacco sempre più elevato. Ad una distanza di circa 2 300 metri dalla destra della pista, l'aereo impattò il suolo coperto dalla neve.

## Le indagini
La commissione di inchiesta appurò che l'incidente era stato causato dal malfunzionamento degli orizzonti artificiali che per un errore di progettazione soffrirono dell'ingresso dell'acqua usata durante la procedura di de-icing.